# Jeannine Guillevin Wood
Jeannine Guillevin Wood (1929 à Montréal - 9 décembre 2009 à 80 ans,) est une femme d'affaires québécoise.

## Biographie
À 19 ans Jeannine Guillevin Wood rencontre François Guillevin. Son père est propriétaire d'un magasin de matériel électrique fondé en 1906, F.-X. Guillevin & fils (devenue aujourd'hui Guillevin International,) qui est situé sur la rue Amherst, à Montréal.
Mère d'un premier enfant atteint de paralysie cérébrale et d'une fille née quelque temps plus tard, elle voit tour-à-tour mourir sa belle-sœur et son beau-frère en l'espace de quelques mois alors que ce dernier venait de prendre le contrôle de l'entreprise. Son mari devient donc le nouveau responsable, mais meurt en 1965 d'un accident ayant causé une hémorragie interne.

### Direction de F.-X. Guillevin & fils
Au décès de son mari en 1965, Jeannine Guillevin Wood prend le contrôle de l'entreprise F.-X. Guillevin & fils qui se spécialise dans la distribution de matériel électrique. Son futur mari, Steve Wood, est un homme d'affaires qui la soutiendra dès 1965.
Sous sa direction, l'entreprise devient le second plus important distributeur de produits électriques du Canada jusqu'à son achat en 1995 par la compagnie américaine, Consolidated Electric Distributors. En l'espace de 30 ans, l'entreprise est passée d'un simple magasin d'une quinzaine d'employés réalisant 1,5 M$ de chiffre d'affaires à une centaine de succursales à travers le Canada et à un chiffre d'affaires d'environ 400 M$.

### Autres implications
Le 9 juin 1988, Jeannine Guillevin-Wood devient la première femme à occuper le poste de présidente au Conseil d'administration du Conseil du patronat du Québec (CPQ).
Elle est également la première femme à occuper le poste de présidente du conseil d'une banque canadienne. Elle est effectivement présidente du conseil de la Banque Laurentienne jusqu'en mars 2001. Une salle porte son nom depuis.

## Distinctions
- 1994 - Officier de l'Ordre du Canada
- 1999 - Officier de l'Ordre national du Québec[9]